# 264 (číslo)
Dvě stě šedesát čtyři je přirozené číslo, které následuje po čísle dvě stě šedesát tři a předchází číslu dvě stě šedesát pět. Římskými číslicemi se zapisuje CCLXIV a řeckými číslicemi σξδ.

## Matematika
264 je:
- Abundantní číslo
- Nešťastné číslo
- Nepříznivé číslo
- Součet všech dvojciferných čísel, která lze vytvořit z číslic tohoto čísla, je stejný jako číslo samo. Tuto vlastnost mají také čísla 132 a 396

## Astronomie
- (264) Libussa je planetka hlavního pásu, kterou objevil v roce 1886 Christian Heinrich Friedrich Peters

## Doprava
- Silnice II/264 je česká silnice II. třídy vedoucí na trase Rybniště – Jiřetín pod Jedlovou – Varnsdorf – Německo[1]

## Ostatní
- +264 je mezinárodní telefonní předvolba Namibie

## Roky
- 264
- 264 př. n. l.